# Trinta-réis-grande
O trinta-réis-grande (Phaetusa simplex Gmel.), também chamado andorinha-do-mar, trinta-réis e gaivota, é uma ave caradriiforme, da família dos larídeos, recorrente da Amazônia ao Uruguai e Argentina. Tais aves chegam a medir até 43 cm de comprimento, têm plumagem cinzenta, asas com típico desenho alvinegro, pele da face e garganta vermelhas e bico amarelo-limão.

## Etimologia
"Gaivota" vem do latim gavia, "gaivota". "Andorinha" vem de do latim hirundina, diminutivo de hirundine, "andorinha".

## Subespécies
São reconhecidas duas subespécies:
- Phaetusa simplex simplex (Gmelin, 1789) - ocorre do leste da Colômbia até o leste da Amazônia brasileira; na Ilha de Trinidad; e no oeste do Equador.
- Phaetusa simplex chloropoda (Vieillot, 1819) - ocorre das bacias dos Rios Paraguai e Paraná até o norte da Argentina.